# 第16回衆議院議員総選挙
第16回衆議院議員総選挙（だい16かいしゅうぎいんぎいんそうせんきょ）は、1928年（昭和3年）2月20日に日本で行われた帝国議会（衆議院）議員の総選挙である。
昭和改元後初となる総選挙で、1925年（大正14年）に公布された普通選挙法に基づく最初の総選挙であるので、別名第1回普通選挙と呼ばれる場合もある。

## 概説

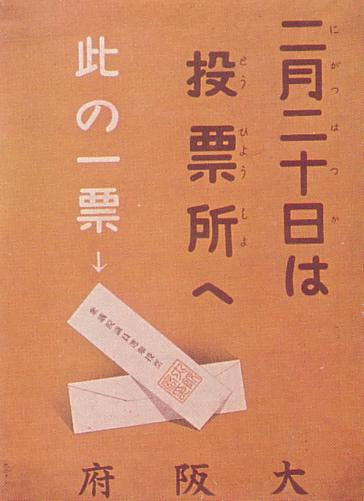
大阪府が発行した選挙ポスター

普通選挙法成立以前には、選挙権は直接国税3円以上を納税する成人男性に限定されていたが、大正デモクラシーの勃興、第二次護憲運動によって成立した加藤高明を首相とする護憲三派の加藤高明内閣によって納税額に基づく制限選挙は撤廃され、25歳以上の成年男性による普通選挙が実現した。なお、日本における普通選挙は、既に1925年において、地方議会選挙で導入されており、市では、北海道札幌市、旭川市、室蘭市、小樽市、函館市、静岡県浜松市、町村では、京都府舞鶴町、新潟県庄瀬村、岡山県鴨方町など15町村で実施されている。
日本最初の普通選挙ということで、当時は、与党が内務大臣の指揮にある内務次官、警保局長、警視総監（いわゆる内務三役）を使い、選挙に干渉し与党側を勝利させるのが常識であった。事実、田中義一内閣は鈴木喜三郎内相の下、大規模な選挙干渉を行っている。これに対し、野党の立憲民政党は選挙革正委員会を党内に設置し、選挙干渉に対抗している。
選挙の結果、与党の立憲政友会は218議席、野党第1党の立憲民政党は216議席とどちらも過半数を得られない「ハング・パーラメント」（宙ぶらりん議会）となり、残る32議席がキャスティングボートを握る情勢となった。
また、労働農民党（労農党）、日本労農党、社会民衆党、日本農民党のいわゆる無産政党、無産諸派が候補者を擁立して選挙戦で8議席を得た。田中内閣は、普通選挙によりこれら無産政党を合法化した一方で、総選挙後の1928年3月15日、治安維持法により、日本共産党を弾圧した（「三・一五事件」）。
この選挙から小選挙区制から中選挙区制に移行し、1993年の第40回衆議院議員総選挙まで中選挙区制が続くこととなった（大選挙区制限連記制で行われた第22回を除く）。

### 選挙ポスターの本格導入
選挙ポスターが本格導入されたのはこの選挙からで、縦3尺1寸（約94センチメートル）×横2尺1寸（横64センチメートル）と定められていたが枚数や掲出場所、内容に制限はなく、政策より名前を売ったり情けに訴えたりしようとするもの、対立政党を批判する風刺画も多かった。

## 選挙データ

### 内閣
- 田中義一内閣

### 解散日
- 1928年（昭和3年）1月21日

### 解散名
- 普選解散

### 公示日
- 1928年（昭和3年）1月23日

### 投票日
- 1928年（昭和3年）2月20日

### 改選数
- 466

### 選挙制度
- 中選挙区制
- 普通投票（男性のみ）
  - 満25歳以上の男性
  - 有権者　12,408,678

## 選挙結果

### 投票率
- 80.33%（前回比10.85%）

### 党派別獲得議席
- 立憲政友会 217議席[2]

総裁＝田中義一、幹事長＝秦豊助
- 立憲民政党 216議席[2]

総裁＝濱口雄幸、幹事長＝小泉又次郎
- 実業同志会 4議席[2]

会長＝武藤山治
- 社会民衆党 4議席[2]

委員長＝安部磯雄、書記長＝片山哲
- 革新党 3議席[2]
- 労働農民党 2議席[2]

委員長＝大山郁夫、書記長＝細迫兼光
- 日本労農党 1議席[2]

書記長＝三輪寿壮
- 九州民憲党  1議席[2]

委員長＝浅原健三
- 中立（無所属）18議席[2]

## 議員

### 当選者
立憲政友会   立憲民政党   実業同志会   社会民衆党   革新党   労働農民党   日本労農党   九州民憲党   中立 
| 北海道   | 1区  | 中西六三郎   | 山本厚三   | 森正則       | 岡田伊太郎   |              | 2区 | 東武       | 林路一     | 坂東幸太郎   | 浅川浩     |          |
| 北海道   | 3区  | 平出喜三郎   | 黒住成章   | 佐々木平次郎 |              |              | 4区 | 板谷順助   | 松実喜代太 | 岡本幹輔     | 檀野礼助   | 神部為蔵 |
| 北海道   | 5区  | 木下成太郎   | 三井徳宝   | 小池仁郎     | 前田政八     |              |     |            |            |              |            |          |
| 青森県   | 1区  | 中川原貞機   | 藤井達也   | 工藤鉄男     |              |              | 2区 | 鳴海文四郎 | 工藤十三雄 | 長内則昭     |            |          |
| 岩手県   | 1区  | 田子一民     | 熊谷巌     | 鈴木巌       |              |              | 2区 | 志賀和多利 | 広瀬為久   | 柵瀬軍之佐   | 小野寺章   |          |
| 宮城県   | 1区  | 藤沢幾之輔   | 中島鵬六   | 内ヶ崎作三郎 | 菅原傳       | 守屋栄夫     | 2区 | 矢本平之助 | 菅原英伍   | 小山倉之助   |            |          |
| 秋田県   | 1区  | 町田忠治     | 池内広正   | 田中隆三     | 鈴木安孝     |              | 2区 | 榊田清兵衛 | 井出繁三郎 | 池田亀治     |            |          |
| 山形県   | 1区  | 高橋熊次郎   | 西方利馬   | 黒金泰義     | 佐藤啓       |              | 2区 | 松岡俊三   | 熊谷直太   | 奥山亀蔵     | 清水徳太郎 |          |
| 福島県   | 1区  | 粟山博       | 堀切善兵衛 | 菅野善右衛門 |              |              | 2区 | 八田宗吉   | 金沢安之助 | 石射文五郎   | 菅村太事   | 林平馬   |
| 福島県   | 3区  | 比佐昌平     | 木村清治   | 松本孫右衛門 |              |              |     |            |            |              |            |          |
| 茨城県   | 1区  | 内田信也     | 河野正義   | 来栖七郎     | 中崎俊秀     |              | 2区 | 小峰満男   | 山崎猛     | 石井三郎     |            |          |
| 茨城県   | 3区  | 飯村五郎     | 原脩次郎   | 海老澤為次郎 | 宮古啓三郎   |              |     |            |            |              |            |          |
| 栃木県   | 1区  | 森恪         | 高田耘平   | 高橋元四郎   | 斎藤藤四郎   | 斎藤太兵衛   | 2区 | 松村光三   | 藤沼庄平   | 神田正雄     | 栗原彦三郎 |          |
| 群馬県   | 1区  | 武藤金吉     | 武藤七郎   | 青木精一     | 飯塚春太郎   | 清水留三郎   | 2区 | 木檜三四郎 | 高津仲次郎 | 井本常作     | 木暮武太夫 |          |
| 埼玉県   | 1区  | 粕谷義三     | 秦豊助     | 田中千代松   | 定塚門次郎   |              | 2区 | 高橋守平   | 長島隆二   | 大沢寅次郎   | 石坂養平   |          |
| 埼玉県   | 3区  | 遠藤柳作     | 野中徹也   | 出井兵吉     |              |              |     |            |            |              |            |          |
| 千葉県   | 1区  | 鈴木隆       | 本多貞次郎 | 川島正次郎   | 志村清右衛門 |              | 2区 | 鵜沢宇八   | 吉植庄一郎 | 今井健彦     |            |          |
| 千葉県   | 3区  | 森矗昶       | 土屋清三郎 | 千葉三郎     | 横堀治三郎   |              |     |            |            |              |            |          |
| 神奈川県 | 1区  | 戸井嘉作     | 三宅磐     | 磯野庸幸     |              |              | 2区 | 小野重行   | 小泉又次郎 | 赤尾藤吉郎   | 川口義久   |          |
| 神奈川県 | 3区  | 鈴木英雄     | 岡崎久次郎 | 胎中楠右衛門 | 平川松太郎   |              |     |            |            |              |            |          |
| 山梨県   | 全県 | 河西豊太郎   | 田邊七六   | 大崎清作     | 竹内友治郎   | 穴水要七     |     |            |            |              |            |          |
| 東京府   | 1区  | 横山勝太郎   | 瀬川光行   | 三木武吉     | 立川太郎     | 櫻内辰郎     | 2区 | 中島弥団次 | 鳩山一郎   | 安部磯雄     | 矢野鉉吉   | 小滝辰雄 |
| 東京府   | 3区  | 頼母木桂吉   | 高木益太郎 | 伊藤仁太郎   | 安藤正純     |              | 4区 | 小俣政一   | 太田信治郎 | 磯部尚       | 国枝捨次郎 |          |
| 東京府   | 5区  | 高木正年     | 鈴木富士彌 | 牧野賤男     | 斯波貞吉     | 佐藤安之助   | 6区 | 中村継男   | 前田米蔵   | 中島守利     | 鶴岡和文   | 佐藤正   |
| 東京府   | 7区  | 中村亨       | 坂本一角   | 津雲国利     |              |              |     |            |            |              |            |          |
| 新潟県   | 1区  | 山本悌二郎   | 田辺熊一   | 安倍邦太郎   |              |              | 2区 | 高橋光威   | 佐藤与一   | 石塚三郎     | 加藤知正   |          |
| 新潟県   | 3区  | 山田又司     | 高橋金治郎 | 大竹貫一     | 堤清六       | 飯塚知信     | 4区 | 増田義一   | 武田徳三郎 | 高鳥順作     |            |          |
| 富山県   | 1区  | 野村嘉六     | 寺島権蔵   | 石坂豊一     |              |              | 2区 | 山田毅一   | 松村謙三   | 上埜安太郎   |            |          |
| 石川県   | 1区  | 中橋徳五郎   | 永井柳太郎 | 箸本太吉     |              |              | 2区 | 桜井兵五郎 | 佐藤実     | 青山憲三     |            |          |
| 福井県   | 全県 | 山本条太郎   | 松井文太郎 | 添田敬一郎   | 佐々木久二   | 熊谷五右衛門 |     |            |            |              |            |          |
| 長野県   | 1区  | 松本忠雄     | 小坂順造   | 山本慎平     |              |              | 2区 | 篠原和市   | 小山邦太郎 | 山辺常重     |            |          |
| 長野県   | 3区  | 樋口秀雄     | 小川平吉   | 伊原五郎兵衛 | 戸田由美     |              | 4区 | 上條信     | 降旗元太郎 | 植原悦二郎   |            |          |
| 岐阜県   | 1区  | 山田道兄     | 匹田鋭吉   | 河崎助太郎   |              |              | 2区 | 井上孝哉   | 奥村千蔵   | 佐竹直太郎   |            |          |
| 岐阜県   | 3区  | 牧野良三     | 平井信四郎 | 渡辺徳助     |              |              |     |            |            |              |            |          |
| 静岡県   | 1区  | 山口忠五郎   | 松浦五兵衛 | 小久江美代吉 | 海野数馬     | 松本君平     | 2区 | 岸衛       | 庄司良朗   | 郡谷照一郎   | 小泉策太郎 |          |
| 静岡県   | 3区  | 井上剛一     | 倉元要一   | 大橋亦兵衛   | 永田善三郎   |              |     |            |            |              |            |          |
| 愛知県   | 1区  | 田中善立     | 小山松寿   | 加藤鐐五郎   | 鬼丸義斎     | 椎尾弁匡     | 2区 | 久野尊資   | 西脇晋     | 丹下茂十郎   |            |          |
| 愛知県   | 3区  | 瀧正雄       | 三輪市太郎 | 加藤鯛一     |              |              | 4区 | 山崎延吉   | 武富済     | 岡本実太郎   |            |          |
| 愛知県   | 5区  | 大口喜六     | 鈴木五六   | 杉浦武雄     |              |              |     |            |            |              |            |          |
| 三重県   | 1区  | 加藤久米四郎 | 木村秀興   | 川崎克       | 井口延次郎   | 伊坂秀五郎   | 2区 | 池田敬八   | 尾崎行雄   | 浜田国松     | 岸本康通   |          |
| 滋賀県   | 全県 | 清水銀蔵     | 安原仁兵衛 | 堤康次郎     | 田中養達     | 富田八郎     |     |            |            |              |            |          |
| 京都府   | 1区  | 片岡直温     | 森田茂     | 田崎信蔵     | 水谷長三郎   | 鈴木吉之助   | 2区 | 川崎安之助 | 磯部清吉   | 山本宣治     |            |          |
| 京都府   | 3区  | 吉村伊助     | 村上国吉   | 水島彦一郎   |              |              |     |            |            |              |            |          |
| 大阪府   | 1区  | 一松定吉     | 平賀周     | 枡谷寅吉     |              |              | 2区 | 紫安新九郎 | 武藤山治   | 沼田嘉一郎   |            |          |
| 大阪府   | 3区  | 武内作平     | 広瀬徳蔵   | 西尾末広     | 吉津度       |              | 4区 | 鈴木文治   | 石川弘     | 吉川吉郎兵衛 | 森田政義   |          |
| 大阪府   | 5区  | 田中萬逸     | 岩崎幸治郎 | 勝田永吉     | 佐竹庄七     |              | 6区 | 松田竹千代 | 井阪豊光   | 山口義一     |            |          |
| 兵庫県   | 1区  | 野田文一郎   | 砂田重政   | 藤原米造     | 河上丈太郎   | 中井一夫     | 2区 | 前田房之助 | 広岡宇一郎 | 小寺謙吉     | 山邑太三郎 |          |
| 兵庫県   | 3区  | 三宅利平     | 青木雷三郎 | 山本唯次     |              |              | 4区 | 大野敬吉   | 原惣兵衛   | 土井権大     | 清瀬一郎   |          |
| 兵庫県   | 5区  | 斎藤隆夫     | 田昌       | 若宮貞夫     |              |              |     |            |            |              |            |          |
| 奈良県   | 全県 | 森本千吉     | 八木逸郎   | 岩本武助     | 福井甚三     | 松尾四郎     |     |            |            |              |            |          |
| 和歌山県 | 1区  | 木本主一郎   | 山崎伝之助 | 中村啓次郎   |              |              | 2区 | 小山谷蔵   | 中村巍     | 田渕豊吉     |            |          |
| 鳥取県   | 全県 | 豊田収       | 矢野晋也   | 三好栄次郎   | 谷口源十郎   |              |     |            |            |              |            |          |
| 島根県   | 1区  | 木村小左衛門 | 櫻内幸雄   | 原夫次郎     |              |              | 2区 | 俵孫一     | 島田俊雄   | 沖島鎌三     |            |          |
| 岡山県   | 1区  | 鶴見祐輔     | 玉野知義   | 岡田忠彦     | 横山泰造     | 久山知之     | 2区 | 小川郷太郎 | 西村丹治郎 | 星島二郎     | 小谷節夫   | 犬養毅   |
| 広島県   | 1区  | 藤田若水     | 岸田正記   | 名川侃市     | 森保祐昌     |              | 2区 | 望月圭介   | 山道襄一   | 宮原幸三郎   | 肥田琢司   |          |
| 広島県   | 3区  | 嶋居哲       | 宮澤裕     | 小山寛蔵     | 作田高太郎   | 横山金太郎   |     |            |            |              |            |          |
| 山口県   | 1区  | 久原房之助   | 庄晋太郎   | 枡谷音三     | 藤井啓一     |              | 2区 | 沢本与一   | 葛原猪平   | 児玉右二     | 吉木陽     | 西村茂生 |
| 徳島県   | 1区  | 原田佐之治   | 生田和平   | 浅石恵八     |              |              | 2区 | 秋田清     | 真鍋勝     | 高島兵吉     |            |          |
| 香川県   | 1区  | 宮脇長吉     | 小西和     | 戸沢民十郎   |              |              | 2区 | 三土忠造   | 山下谷次   | 松田三徳     |            |          |
| 愛媛県   | 1区  | 須之内品吉   | 高山長幸   | 岩崎一高     |              |              | 2区 | 河上哲太   | 竹内鳳吉   | 小野寅吉     |            |          |
| 愛媛県   | 3区  | 二神駿吉     | 村松恒一郎 | 佐々木長治   |              |              |     |            |            |              |            |          |
| 高知県   | 1区  | 中谷貞頼     | 濱口雄幸   | 富田幸次郎   |              |              | 2区 | 下元鹿之助 | 大西正幹   | 坂本志魯雄   |            |          |
| 福岡県   | 1区  | 中野正剛     | 山口恒太郎 | 宮川一貫     | 多田勇雄     |              | 2区 | 浅原健三   | 亀井貫一郎 | 久恒貞雄     | 大里広次郎 | 吉田磯吉 |
| 福岡県   | 3区  | 山崎達之輔   | 野田俊作   | 有馬秀雄     | 臼田久内     | 大内暢三     | 4区 | 内野辰次郎 | 勝正憲     | 末松偕一郎   | 坂井大輔   |          |
| 佐賀県   | 1区  | 福田五郎     | 石井次郎   | 田中亮一     |              |              | 2区 | 森峰一     | 西英太郎   | 川原茂輔     |            |          |
| 長崎県   | 1区  | 西岡竹次郎   | 向井倭雄   | 則元由庸     | 志波安一郎   | 本田英作     | 2区 | 牧山耕蔵   | 森肇       | 斎藤巌       | 本田恒之   |          |
| 熊本県   | 1区  | 小橋一太     | 平山岩彦   | 松野鶴平     | 大麻唯男     | 原田十衛     | 2区 | 深水清     | 中野猛雄   | 上塚司       | 安達謙蔵   | 中山貞雄 |
| 大分県   | 1区  | 一宮房治郎   | 松田源治   | 三浦数平     | 金光庸夫     |              | 2区 | 成清信愛   | 元田肇     | 重松重治     |            |          |
| 宮崎県   | 全県 | 二見甚郷     | 鈴木憲太郎 | 三浦虎雄     | 水久保甚作   | 矢野力治     |     |            |            |              |            |          |
| 鹿児島県 | 1区  | 床次竹二郎   | 岩切重雄   | 蔵園三四郎   | 原耕         | 岩川与助     | 2区 | 東郷実     | 寺田市正   | 赤塚正助     | 崎山武夫   |          |
| 鹿児島県 | 3区  | 英義彦       | 津崎尚武   | 永田良吉     |              |              |     |            |            |              |            |          |
| 沖縄県   | 全県 | 漢那憲和     | 伊礼肇     | 亀割安蔵     | 竹下文隆     | 花城永渡     |     |            |            |              |            |          |

#### 補欠当選等
立憲政友会   立憲民政党   第一控室会   中立 
| 年                                                                                    | 月日  | 選挙区     | 選出       | 新旧別     | 当選者     | 所属党派   | 欠員       | 所属党派   | 欠員事由             |
| ------------------------------------------------------------------------------------- | ----- | ---------- | ---------- | ---------- | ---------- | ---------- | ---------- | ---------- | -------------------- |
| 1928                                                                                  | 3.12  | 兵庫2区    | 繰上補充   | 新         | 蔭山貞吉   | 立憲政友会 | 山邑太三郎 | 中立       | 1928.2.28死去        |
| 1928                                                                                  | -     | 京都3区    | （未実施） | （未実施） | （未実施） | （未実施） | 吉村伊助   | 立憲政友会 | 1928.3.15死去        |
| 1928                                                                                  | -     | 群馬1区    | （未実施） | （未実施） | （未実施） | （未実施） | 武藤金吉   | 立憲政友会 | 1928.4.23死去        |
| 1928                                                                                  | -     | 茨城1区    | （未実施） | （未実施） | （未実施） | （未実施） | 来栖七郎   | 立憲政友会 | 1928.5.24死去        |
| 1928                                                                                  | -     | 北海道3区  | （未実施） | （未実施） | （未実施） | （未実施） | 黒住成章   | 立憲政友会 | 1928.7.17死去        |
| 1928                                                                                  | -     | 群馬2区    | （未実施） | （未実施） | （未実施） | （未実施） | 高津仲次郎 | 立憲政友会 | 1928.12.19死去       |
| 1929                                                                                  | 12.30 | 大阪4区    | 再選挙     | 新         | 本田弥市郎 | 立憲民政党 | 森田政義   | 立憲政友会 | 1929.12.10選挙法違反 |
| 1929                                                                                  | -     | 大阪4区    | （未実施） | （未実施） | （未実施） | （未実施） | 石川弘     | 立憲民政党 | 1929.1.3死去         |
| 1929                                                                                  | -     | 山梨全県区 | （未実施） | （未実施） | （未実施） | （未実施） | 穴水要七   | 立憲政友会 | 1929.1.3死去         |
| 1929                                                                                  | -     | 京都2区    | （未実施） | （未実施） | （未実施） | （未実施） | 山本宣治   | 第一控室会 | 1929.3.5死去         |
| 1929                                                                                  | -     | 大阪5区    | （未実施） | （未実施） | （未実施） | （未実施） | 岩崎幸治郎 | 立憲政友会 | 1928.4.5辞職         |
| 1929                                                                                  | -     | 佐賀2区    | （未実施） | （未実施） | （未実施） | （未実施） | 川原茂輔   | 無所属     | 1929.5.19死去        |
| 1929                                                                                  | -     | 長野3区    | （未実施） | （未実施） | （未実施） | （未実施） | 樋口秀雄   | 第一控室会 | 1929.6.6死去         |
| 1929                                                                                  | -     | 宮崎全県区 | （未実施） | （未実施） | （未実施） | （未実施） | 矢野力治   | 立憲政友会 | 1929.6.14退職        |
| 1929                                                                                  | -     | 大分1区    | （未実施） | （未実施） | （未実施） | （未実施） | 三浦数平   | 立憲政友会 | 1929.9.7死去         |
| 1929                                                                                  | -     | 秋田2区    | （未実施） | （未実施） | （未実施） | （未実施） | 榊田清兵衛 | 立憲政友会 | 1929.10.10死去       |
| 1929                                                                                  | -     | 秋田1区    | （未実施） | （未実施） | （未実施） | （未実施） | 池内広正   | 立憲政友会 | 1929.10.21死去       |
| 1929                                                                                  | -     | 山形2区    | （未実施） | （未実施） | （未実施） | （未実施） | 松岡俊三   | 立憲政友会 | 1929.10.28退職       |
| 1929                                                                                  | -     | 埼玉1区    | （未実施） | （未実施） | （未実施） | （未実施） | 田中千代松 | 立憲民政党 | 1929.12.2死去        |
| 1929                                                                                  | -     | 東京3区    | （未実施） | （未実施） | （未実施） | （未実施） | 高木益太郎 | 立憲民政党 | 1929.12.11死去       |
| 1929                                                                                  | -     | 広島3区    | （未実施） | （未実施） | （未実施） | （未実施） | 小山寛蔵   | 立憲政友会 | 1929.12.28死去       |
| 1930                                                                                  | -     | 兵庫1区    | （未実施） | （未実施） | （未実施） | （未実施） | 藤原米造   | 立憲政友会 | 1930.1.9死去         |
| 1930                                                                                  | -     | 新潟1区    | （未実施） | （未実施） | （未実施） | （未実施） | 田辺熊一   | 立憲政友会 | 1930.1.11当選無効    |
| 出典：衆議院・参議院編『議会制度百年史 - 院内会派編衆議院の部』大蔵省印刷局、1990年。 |       |            |            |            |            |            |            |            |                      |

### 初当選
計170名
立憲政友会
84名
- 森正則（北海道1区）
- 林路一（北海道2区）
- 三井徳宝（北海道5区）
- 中川原貞機（青森1区）
- 藤井達也（青森1区）
- 田子一民（岩手1区）
- 小野寺章（岩手2区）
- 池内広正（秋田1区）
- 鈴木安孝（秋田1区）
- 菅野善右衛門（福島1区）
- 木村清治（福島3区）
- 松村光三（栃木2区）
- 藤沼庄平（栃木2区）
- 大沢寅次郎（埼玉2区）
- 石坂養平（埼玉2区）
- 出井兵吉（埼玉3区）
- 川島正次郎（千葉1区）

- 横堀治三郎（千葉3区）
- 磯野庸幸（神奈川1区）
- 赤尾藤吉郎（神奈川2区）
- 鈴木英雄（神奈川3区）
- 胎中楠右衛門（神奈川3区）
- 立川太郎（東京1区）
- 伊藤仁太郎（東京3区）
- 国枝捨次郎（東京4区）
- 牧野賤男（東京5区）
- 佐藤安之助（東京5区）
- 中村亨（東京7区）
- 坂本一角（東京7区）
- 津雲国利（東京7区）
- 箸本太吉（石川1区）
- 佐々木久二（福井全県区）
- 伊原五郎兵衛（長野3区）
- 上條信（長野4区）

- 佐竹直太郎（岐阜2区）
- 平井信四郎（岐阜3区）
- 山口忠五郎（静岡1区）
- 郡谷照一郎（静岡2区）
- 大橋亦兵衛（静岡3区）
- 鈴木五六（愛知5区）
- 富田八郎（滋賀全県区）
- 鈴木吉之助（京都1区）
- 磯部清吉（京都2区）
- 水島彦一郎（京都3区）
- 平賀周（大阪1区）
- 中井一夫（兵庫1区）
- 青木雷三郎（兵庫3区）
- 山本唯次（兵庫3区）
- 森本千吉（奈良全県区）
- 岩本武助（奈良全県区）
- 木本主一郎（和歌山1区）

- 豊田収（鳥取全県区）
- 矢野晋也（鳥取全県区）
- 玉野知義（岡山1区）
- 横山泰造（岡山1区）
- 久山知之（岡山1区）
- 小谷節夫（岡山2区）
- 岸田正記（広島1区）
- 肥田琢司（広島2区）
- 宮澤裕（広島3区）
- 小山寛蔵（広島3区）
- 久原房之助（山口1区）
- 庄晋太郎（山口1区）
- 枡谷音三（山口1区）
- 葛原猪平（山口2区）
- 西村茂生（山口2区）
- 宮脇長吉（香川1区）
- 須之内品吉（愛媛1区）

- 竹内鳳吉（愛媛2区）
- 二神駿吉（愛媛3区）
- 坂本志魯雄（高知2区）
- 宮川一貫（福岡1区）
- 多田勇雄（福岡1区）
- 久恒貞雄（福岡2区）
- 石井次郎（佐賀1区）
- 田中亮一（佐賀1区）
- 斎藤巌（長崎2区）
- 中野猛雄（熊本2区）
- 成清信愛（大分2区）
- 矢野力治（宮崎全県区）
- 英義彦（鹿児島3区）
- 永田良吉（鹿児島3区）
- 亀割安蔵（沖縄全県区）
- 竹下文隆（沖縄全県区）

立憲民政党
66名
- 前田政八（北海道5区）
- 長内則昭（青森2区）
- 矢本平之助（宮城2区）
- 小山倉之助（宮城2区）
- 奥山亀蔵（山形2区）
- 清水徳太郎（山形2区）
- 林平馬（福島2区）
- 中崎俊秀（茨城1区）
- 小峰満男（茨城2区）
- 海老澤為次郎（茨城3区）
- 栗原彦三郎（栃木2区）
- 武藤七郎（群馬1区）
- 田中千代松（埼玉1区）
- 定塚門次郎（埼玉1区）

- 高橋守平（埼玉2区）
- 野中徹也（埼玉3区）
- 瀬川光行（東京1区）
- 櫻内辰郎（東京1区）
- 中島弥団次（東京2区）
- 小滝辰雄（東京2区）
- 小俣政一（東京4区）
- 中村継男（東京6区）
- 鶴岡和文（東京6区）
- 佐藤正（東京6区）
- 安倍邦太郎（新潟1区）
- 佐藤与一（新潟2区）
- 飯塚知信（新潟3区）
- 山田毅一（富山2区）

- 松村謙三（富山2区）
- 渡辺徳助（岐阜3区）
- 小久江美代吉（静岡1区）
- 海野数馬（静岡1区）
- 岸衛（静岡2区）
- 鬼丸義斎（愛知1区）
- 久野尊資（愛知2区）
- 木村秀興（三重1区）
- 池田敬八（三重2区）
- 一松定吉（大阪1区）
- 枡谷寅吉（大阪1区）
- 石川弘（大阪4区）
- 勝田永吉（大阪5区）
- 松田竹千代（大阪6区）

- 三宅利平（兵庫3区）
- 大野敬吉（兵庫4区）
- 田昌（兵庫5区）
- 松尾四郎（奈良全県区）
- 山崎伝之助（和歌山1区）
- 森保祐昌（広島1区）
- 作田高太郎（広島3区）
- 沢本与一（山口2区）
- 真鍋勝（徳島2区）
- 大西正幹（高知2区）
- 勝正憲（福岡4区）
- 末松偕一郎（福岡4区）
- 森峰一（佐賀2区）
- 本田英作（長崎1区）

- 深水清（熊本2区）
- 二見甚郷（宮崎全県区）
- 鈴木憲太郎（宮崎全県区）
- 三浦虎雄（宮崎全県区）
- 水久保甚作（宮崎全県区）
- 原耕（鹿児島1区）
- 赤塚正助（鹿児島2区）
- 崎山武夫（鹿児島2区）
- 漢那憲和（沖縄全県区）
- 伊礼肇（沖縄全県区）

社会民衆党
4名
- 安部磯雄（東京2区）
- 西尾末広（大阪3区）
- 鈴木文治（大阪4区）
- 亀井貫一郎（福岡2区）

労働農民党
2名
- 水谷長三郎（京都1区）
- 山本宣治（京都2区）

日本労農党
1名
- 河上丈太郎（兵庫1区）

九州民憲党
1名
- 浅原健三（福岡2区）

中立
12名
- 檀野礼助（北海道4区）
- 守屋栄夫（宮城1区）
- 遠藤柳作（埼玉3区）
- 大崎清作（山梨全県区）
- 小山邦太郎（長野2区）

- 椎尾弁匡（愛知1区）
- 山崎延吉（愛知4区）
- 岸本康通（三重2区）
- 藤原米造（兵庫1区）
- 沖島鎌三（島根2区）

- 鶴見祐輔（岡山1区）
- 岩川与助（鹿児島1区）

### 返り咲き・復帰
計49名
立憲政友会
22名
- 木下成太郎（北海道5区）
- 鳴海文四郎（青森2区）
- 鈴木巌（岩手1区）
- 中島鵬六（宮城1区）
- 石射文五郎（福島2区）

- 松本孫右衛門（福島3区）
- 山崎猛（茨城2区）
- 宮古啓三郎（茨城3区）
- 高津仲次郎（群馬2区）
- 田辺熊一（新潟1区）

- 高橋金治郎（新潟3区）
- 武田徳三郎（新潟4区）
- 中橋徳五郎（石川1区）
- 匹田鋭吉（岐阜1区）
- 安原仁兵衛（滋賀全県区）

- 島田俊雄（島根2区）
- 浅石恵八（徳島1区）
- 岩崎一高（愛媛1区）
- 西岡竹次郎（長崎1区）
- 松野鶴平（熊本1区）

- 上塚司（熊本2区）
- 花城永渡（沖縄全県区）

立憲民政党
23名
- 中西六三郎（北海道1区）
- 平出喜三郎（北海道3区）
- 岡本幹輔（北海道4区）
- 黒金泰義（山形1区）
- 佐藤啓（山形1区）

- 鵜沢宇八（千葉2区）
- 岡崎久次郎（神奈川3区）
- 河西豊太郎（山梨全県区）
- 桜井兵五郎（石川2区）
- 添田敬一郎（福井全県区）

- 小坂順造（長野1区）
- 山辺常重（長野2区）
- 井上剛一（静岡3区）
- 瀧正雄（愛知3区）
- 紫安新九郎（大阪2区）

- 野田文一郎（兵庫1区）
- 小山谷蔵（和歌山2区）
- 宮原幸三郎（広島2区）
- 藤井啓一（山口1区）
- 村松恒一郎（愛媛3区）

- 臼田久内（福岡3区）
- 平山岩彦（熊本1区）
- 一宮房治郎（大分1区）

実業同志会
1名
- 松井文太郎（福井全県区）

革新党
1名
- 大竹貫一（新潟3区）

中立
2名
- 長島隆二（埼玉2区）
- 山邑太三郎（兵庫2区）

### 引退・不出馬
計130名
立憲政友会
53名
- 奥野小四郎（旧北海道9区）
- 原田藤次郎（旧青森4区）
- 平山為之助（旧青森5区）
- 浦山助太郎（旧青森7区）
- 高橋是清（旧岩手1区）
- 藤川清助（旧岩手2区）
- 宮本逸三（旧茨城3区）
- 磯部保次（旧茨城7区）
- 小久保喜七（旧茨城10区）
- 小島善作（旧埼玉1区）
- 松本真平（旧埼玉3区）

- 斎藤珪次（旧埼玉4区）
- 浜口吉兵衛（旧千葉5区）
- 木村政次郎（旧千葉8区）
- 若尾幾太郎（旧神奈川1区）
- 上原好雄（旧神奈川5区）
- 宮崎三之助（旧東京6区）
- 瀬沼伊兵衛（旧東京16区）
- 堀喜幸（旧石川2区）
- 山口嘉七（旧福井5区）
- 二木洵（旧長野7区）
- 高木音蔵（旧岐阜4区）

- 中村四郎兵衛（旧静岡2区）
- 宮崎友太郎（旧静岡3区）
- 浦野謙朗（旧愛知11区）
- 竹原樸一（旧三重9区）
- 兼松寅太郎（旧滋賀1区）
- 高井商二（旧滋賀4区）
- 垂水新太郎（旧京都5区）
- 野原種次郎（旧兵庫5区）
- 藤井忠兵衛（旧兵庫9区）
- 井上虎治（旧兵庫10区）
- 千葉宮次郎（旧兵庫14区）

- 岡崎邦輔（旧和歌山2区）
- 小橋藻三衛（旧岡山3区）
- 山谷徳治郎（旧岡山7区）
- 梅田寛一（旧広島13区）
- 古林新治（旧山口2区）
- 渡辺祐策（旧山口4区）
- 藤田包助（旧山口5区）
- 大岡育造[注釈 1]（旧山口6区）
- 永田新之允（旧山口9区）
- 田中定吉（旧香川1区）
- 三善清之（旧香川2区）

- 杉宜陳（旧愛媛1区）
- 中村清造（旧福岡9区）
- 山内確三郎（旧福岡10区）
- 青柳郁次郎（旧福岡10区）
- 山内範造（旧福岡11区）
- 神崎勲（旧福岡17区）
- 高木第四郎（旧熊本2区）
- 吉良元夫（旧大分4区）
- 永井作次（旧宮崎2区）

立憲民政党
61名
- 野村治三郎（旧青森6区）
- 村松亀一郎（旧宮城1区）
- 斎藤仁太郎（旧宮城7区）
- 村山喜一郎（旧秋田2区）
- 宮島幹之助（旧山形2区）
- 斎藤金吾（旧山形5区）
- 大島要三（旧福島1区）
- 紺野九右衛門（旧福島3区）
- 佐藤富十郎（旧福島10区）
- 丸山五郎（旧埼玉4区）
- 松本金太郎（旧埼玉6区）
- 山宮藤吉（旧神奈川5区）
- 村松甚蔵（旧山梨1区）
- 小島証作（旧東京16区）
- 松井郡治（旧新潟1区）
- 山田助作（旧新潟4区）

- 建部遯吾（旧新潟6区）
- 吉原義雄（旧新潟7区）
- 中村貞吉（旧新潟8区）
- 石黒大次郎（旧新潟9区）
- 関矢孫一（旧新潟10区）
- 荒井建三（旧富山2区）
- 室木弥次郎（旧石川4区）
- 谷口宇右衛門（旧福井2区）
- 伝田清作（旧長野1区）
- 蟻川五郎作（旧長野4区）
- 深井功（旧長野6区）
- 武藤嘉門（旧岐阜3区）
- 青木知四郎（旧岐阜4区）
- 三橋四郎次（旧静岡7区）
- 黒田重兵衛（旧静岡10区）
- 近藤重三郎（旧愛知3区）

- 植場平（旧大阪7区）
- 中林友信[注釈 2]（旧大阪10区）
- 折原巳一郎（旧兵庫1区）
- 中馬興丸（旧兵庫3区）
- 関俊吉（旧奈良1区）
- 大園栄三郎（旧奈良5区）
- 由谷義治（旧鳥取1区）
- 佐藤球三郎（旧島根1区）
- 平田民之助（旧島根4区）
- 金田平兵衛（旧広島10区）
- 栗延敬太郎（旧広島12区）
- 渡邊正清（旧徳島1区）
- 太宰孫九（旧愛媛7区）
- 宮崎松次郎（旧福岡16区）
- 中野実（旧佐賀2区）
- 加藤十四郎（旧佐賀3区）

- 富田等平（旧長崎2区）
- 藤井敬慎（旧熊本5区）
- 羽田彦四郎（旧大分3区）
- 中野猪之助（旧大分5区）
- 長峰与一（旧宮崎1区）
- 吉松忠敬（旧宮崎1区）
- 佐藤重遠（旧宮崎3区）
- 児玉実良（旧鹿児島5区）
- 岸本賀昌（旧沖縄1区）
- 大城幸之一（旧沖縄2区）
- 宜保成晴（旧沖縄2区）
- 神村吉郎（旧沖縄3区）
- 麓純義（旧沖縄4区）

実業同志会
1名
- 小林弥七（旧群馬2区）

中立
15名
- 石川長右衛門（旧山形5区）
- 山口左一（旧神奈川6区）
- 土屋岩保（旧山梨4区）
- 作間耕逸（旧東京8区）
- 富永孝太郎（旧新潟12区）

- 松山兼三郎（旧愛知4区）
- 小屋光雄（旧三重4区）
- 田中譲（旧大阪2区）
- 井上雅二（旧兵庫6区）
- 多木久米次郎（旧兵庫8区）

- 井上利八（旧広島4区）
- 長岡外史（旧山口7区）
- 岡田温（旧愛媛2区）
- 小野義一（旧高知5区）
- 佐藤潤象（旧熊本1区）

### 落選
計82名
立憲政友会
32名
- 丸山浪弥（北海道1区）
- 星廉平（宮城2区）
- 西沢定吉（山形1区）
- 佐々木春作（山形1区）
- 川崎巳之太郎（茨城2区）
- 榊原経武（栃木2区）
- 横川重次（埼玉2区）
- 小島七郎（千葉1区）
- 本田義成（東京1区）
- 近藤達児（東京3区）

- 大竹謙治（新潟4区）
- 高見之通（富山1区）
- 石原正太郎（富山2区）
- 米原於菟男（石川2区）
- 猪野毛利栄（福井全県区）
- 佐々木文一（岐阜3区）
- 清水市太郎（愛知2区）
- 安保庸三（三重2区）
- 長田桃蔵（京都2区）
- 板野友造（大阪1区）

- 山本芳治（大阪2区）
- 松山常次郎（和歌山1区）
- 隅田豊吉（和歌山1区）
- 古川清（島根1区）
- 難波清人（岡山1区）
- 高草美代蔵（岡山2区）
- 渡辺伍（広島2区）
- 秋田寅之介（山口1区）
- 貝谷真孜（福岡3区）
- 田口文次（佐賀2区）

- 今里準太郎（長崎2区）
- 坂梨哲（宮崎全県区）

立憲民政党
31名
- 沢田利吉（北海道1区）
- 一柳仲次郎（北海道1区）
- 手代木隆吉（北海道4区）
- 兼田秀雄（青森2区）
- 柏田忠一（岩手1区）
- 信太儀右衛門（秋田1区）
- 塩田団平（秋田2区）
- 阿由葉勝作（栃木2区）
- 生方大吉（群馬1区）
- 八並武治（東京7区）

- 土生彰（福井全県区）
- 古屋慶隆（岐阜3区）
- 平野光雄（静岡1区）
- 横山一格（愛知1区）
- 服部英明（愛知3区）
- 加藤六蔵（愛知5区）
- 筒井民次郎（大阪1区）
- 田中武雄（兵庫4区）
- 山枡儀重（鳥取全県区）
- 清水長郷（岡山1区）

- 荒川五郎（広島1区）
- 谷原公（徳島1区）
- 村上紋四郎（愛媛2区）
- 河波荒次郎（福岡1区）
- 堀田義次郎（福岡3区）
- 池田泰親（熊本2区）
- 陣軍吉（宮崎全県区）
- 前田兼宝（鹿児島1区）
- 中村嘉寿（鹿児島1区）
- 逆瀬川仁次郎（鹿児島2区）

- 久留義郷（鹿児島3区）

実業同志会
4名
- 鷲野米太郎（京都1区）
- 羽室庸之助（大阪1区）
- 森田金蔵（兵庫1区）
- 古林喜代太（福岡3区）

革新党
4名
- 佐々木安五郎（東京2区）
- 田川大吉郎（東京3区）
- 馬場義興（奈良全県区）
- 湯浅凡平（広島3区）

中立
11名
- 中野寅吉（福島2区）
- 町野武馬（福島2区）
- 菊池謙二郎（茨城1区）
- 神谷弥平（埼玉1区）
- 浅賀長兵衛（東京6区）

- 畔田明（長野4区）
- 平井光三郎（滋賀全県区）
- 江藤栄吉（広島1区）
- 成田栄信（愛媛1区）
- 大石大（高知1区）

- 橋本喜造（長崎1区）